# Het geheim van de Eenhoorn (Walibi Belgium)
Het geheim van de Eenhoorn was een dark water ride in het Belgische attractiepark Walibi Belgium in Waver en stond in het themagebied Caraïbisch gebied, eerder bekend als Pancho Villa.

## De zonnetempel
Op 25 augustus 1975 werd er een parcours gebouwd rondom De Zonnetempel van Kuifje. Met een bootje voeren bezoekers door een fluorescerend bos. Men maakte kennis met allerlei dieren die Kuifje in het Amazonewoud ontmoette en voer ten slotte de Zonnetempel (een grot) binnen. De attractie had echter een veel te lage capaciteit. Eddy Meeùs (oprichter van Walibi) wist de capaciteit van de attractie zelf op te drijven, maar dit was lang niet genoeg. De attractie bleef grote capaciteitsproblemen houden en werd daarom in 1980 gesloten. Ter vervanging liet Eddy Meeùs op een andere plek in het park een nieuwe dark water ride rond Kuifje bouwen, genaamd Het geheim van de Eenhoorn. Op de plaats van de Zonnetempel werd Big Yoyo (een parachutetoren) gebouwd (1981-1998). In 2000 werd Spinning Vibe gebouwd op de plaats van Big Yoyo.

## De attractie

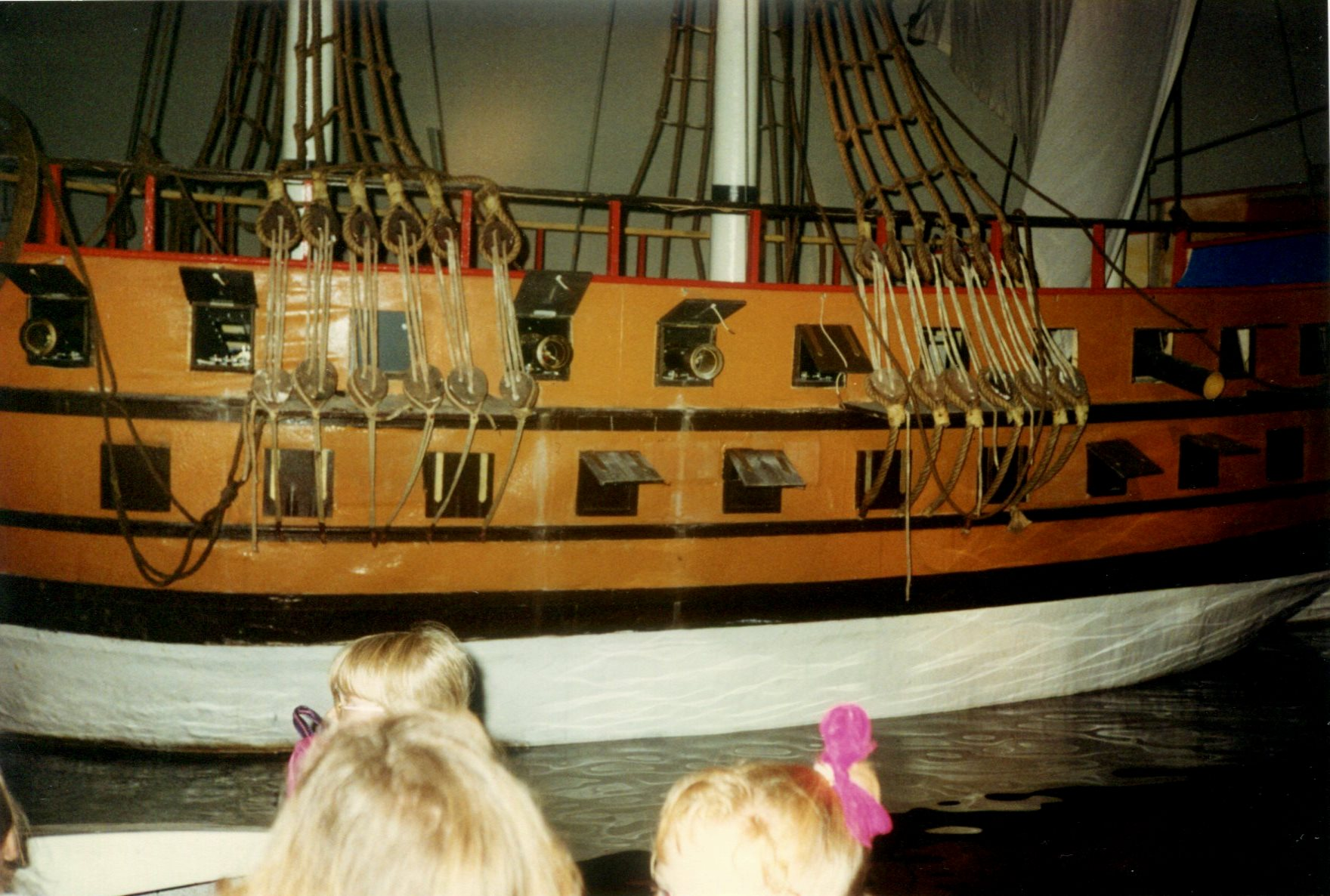
De Eenhoorn.

Het geheim van de Eenhoorn was een groot gebouw met daarin een baan met langzaam stromend water waarin boten rustig langsheen verschillende scènes met animatronics voeren. Het themagebied ligt in de zuidwesthoek van het park. De mensen werden in de ban gebracht van de beruchte zeeslag tussen een voorvader van kapitein Haddock, ridder Hadoque, en de verschrikkelijke Scharlaken Rackham. In totaal waren er 85 animatronics langs het parcours te bezichtigen.
Eind 17e eeuw wordt De Eenhoorn aangevallen en veroverd door Scharlaken Rackham en diens piraten. Van alle bemanningsleden van De Eenhoorn wordt alleen ridder Hadoque niet meteen gedood. Terwijl Hadoque aan de mast is vastgebonden, laat Scharlaken Rackham hem zijn schat zien. Als de piraten zich 's avonds bedrinken, weet Hadoque zichzelf te bevrijden. Hij doodt Rackham in een tweegevecht en blaast daarna het schip op, terwijl hij zelf wegroeit naar een nabijgelegen eiland.

## Sluiting en vervanging
De attractie werd in 1995 voor het laatst gebruikt vanwege het aflopen van de rechten op Kuifje. In seizoen 1996 was de attractie niet meer open voor publiek.
Na de sluiting van de attractie, werd de vaargeul samen met de boten verwijderd. Na wat aanpassingen kon het gebouw dienstdoen als Halloweenattractie en werd omgedoopt tot een spookhuis. Het was een van de eerste Halloweenattracties in Walibi Belgium.
In 2003 opende de attractie Challenge of Tutankhamon, een interactieve darkride met als thema de Egyptische oudheid, ontworpen door het Amerikaanse Sally-Corporation, met voertuigen van het Nederlandse ETF. De locatie voor de attractie werd het oude gebouw van Het geheim van de Eenhoorn.